# Замок Рабенштайн (Хемниц)
Замок Рабенштайн (нем. Burg Rabenstein) — самый маленький средневековый замок немецкой федеральной земли Саксония, расположенный в городе Хемниц. В качестве замкового музея Рабенштайн является филиалом городского исторического музея нем. Schloßbergmuseum Chemnitz.
Несмотря на версии об основании замка в IX—X веках, гораздо более вероятно, что он был выстроен лишь в XII веке в связи с освоением Рудных гор в ходе немецкого расселения на восток. Первое письменное упоминание Рабенштайна приходится на 1336 год, когда Людвиг Баварский обязался передать ленные права на замок своему зятю Фридриху Строгому в случае пресечения рода Вальденбургов, тогдашних владельцев, в мужском колене. К этому времени замок занимал площадь порядка 2000 м² и был окружён 180-метровой в длину стеной, внутри которой располагались многочисленные хозяйственные и жилые здания, сгруппированные вокруг так называемого Верхнего замка с бергфридом, построенного на возвышающемся над местностью скалистом основании. С замком были неразрывно связаны права фогтства в хемницком бенедиктинском аббатстве Девы Марии (современный Schloßchemnitz) и судебные полномочия в самом городе Хемниц.
В 1375 году монастырь выкупил у Вальденбургов замок и все связанные с ним привилегии, став, фактически, основным центром силы в Хемнице. Это неизбежно натолкнулось на сопротивление Веттинов, преследовавших цель консолидации территорий под собственной эгидой, и вылилось в длившийся более десяти лет так называемый Рабенштайнский раздор. Лишь в 1396 году маркграф Вильгельм окончательно подтвердил передачу владения Рабенштайн монастырю.
В XV веке начался процесс упадка, связанный с неугасающими конфликтами вокруг сеньоральных прав на Рабенштайн. Наконец, около 1480 года значительная часть замка была уничтожена пожаром. В связи с упразднением хемницкого аббатства в ходе Реформации все его владения отошли саксонским курфюрстам, которые в 1546 году смогли, тем самым, объединить владения Рабенштайн и Хемниц. Однако поскольку управление отныне было полностью сконцентрировано в Хемнице, замок был отдан на волю случая.
Полнейшее разрушение предотвратил Ганс Георг фон Карловиц — главный лесничий и позднее главный егерь саксонских курфюрстов, купивший Рабенштайн в 1619 году. При нём главная башня получила своё современное куполообразное навершие, а в уцелевшем жилом корпусе был обустроен так называемый Рыцарский зал с богатой настенной росписью.

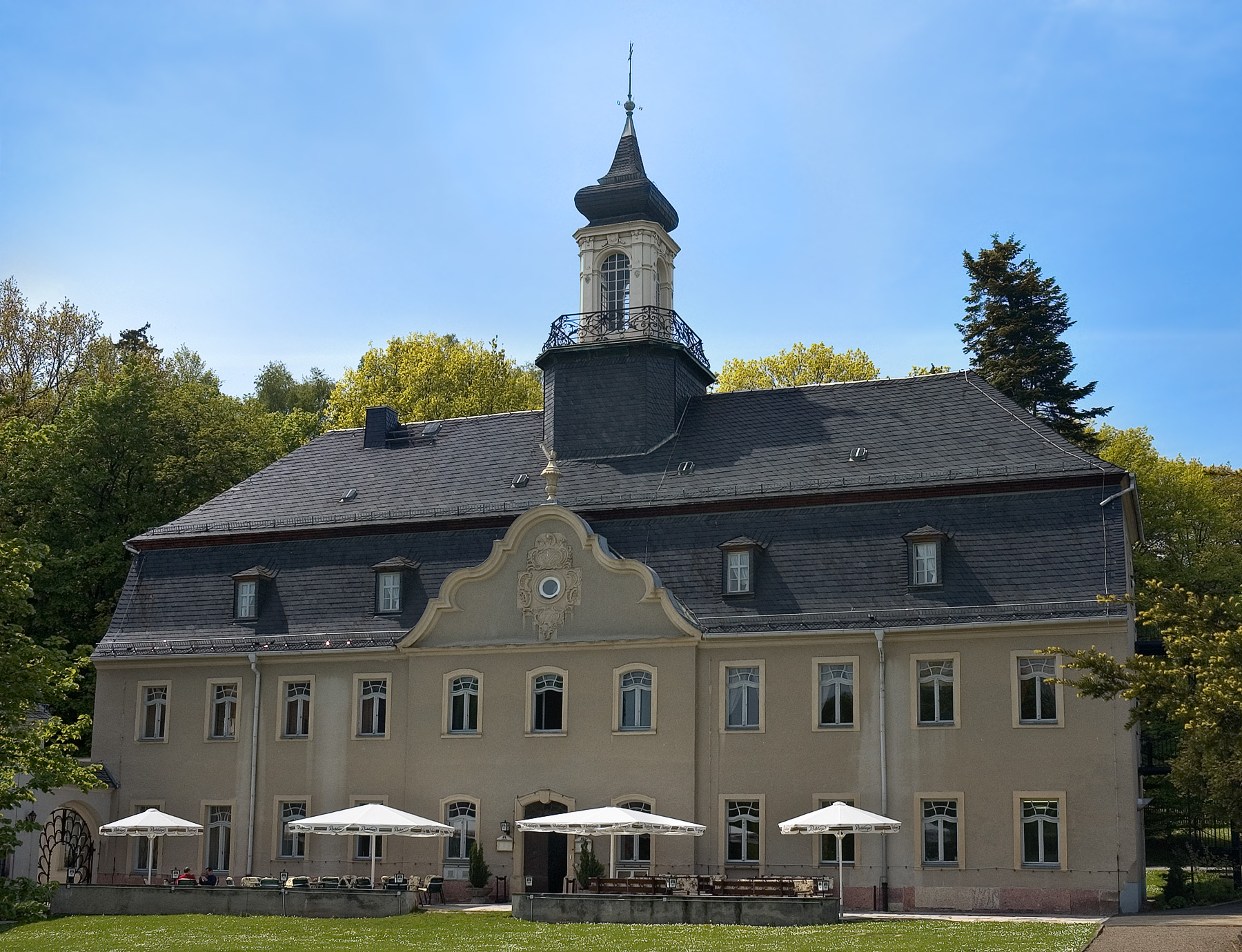
Барочный дворец в Рабенштайне

В конце XVIII века, в 1774 году замок вновь сменил своих владельцев, перейдя к состоятельному купцу Иоганну Георгу Зигерту (нем. Johann Georg Siegert) из Хемница. По желанию Зигерта в 1776 году на территории Нижнего замка был выстроен дошедший до наших дней барочный дворец для его наследной дочери Рахель Амалии. Муж последней, саксонский гофрат Карл Вольфганг фон Вельк инициировал здесь разбивку пейзажного парка в «английском стиле», для чего, однако, были снесены последние средневековые строения Нижнего замка.
В 1837 году Георг Людвиг фон Вельк продал Рабенштайн Уильяму Эдуарду Крафту из Лейпцига, при котором замок впервые оказался доступен для посещения заинтересованной публикой. Сменив ещё несколько владельцев, в 1902 году Рабенштайн отошёл фабриканту Матте Паулю Херфурту (нем. Matthé Paul Herfurth), перестроившему барочный дворец и в 1927 году открывшему замковую территорию для платного посещения. Вместе с тем, находящийся с 1923 года под охраной памятников старый Верхний замок всё более приходил в негодность и был в мае 1942 года окончательно закрыт для посетителей.
После Второй мировой войны имение Рабенштайн, включая старый замок и барочный дворец, было национализировано в ходе земельной реформы 1947 года, перейдя два года спустя в коммунальную собственность общины Рабенштайн. С вхождением Рабенштайна в состав Хемница в 1950 году, замок был переведён уже на городской баланс, за чем последовали годы комплексной реконструкции и реставрации, завершившиеся открытием обновлённого замкового музея в мае 1959 года.
В настоящее время замок Рабенштайн является филиалом городского исторического музея и с мая по сентябрь открыт для регулярного посещения (в прочее время — по предварительной договорённости). На его территории проходят также различные культурные мероприятия: среди прочего, концерты и фестивали средневековой культуры. В барочном дворце Зигертов открыты гостиница и ресторан.